# سباقات جراند-أم
{سباق الطرقات جراند-إم أو الجراند-إم هي هيئة مشرفة على سباقات السيارات تأسست عام 1999 لتنظيم سباقات الطرقات في أمريكا الشمالية. كانت تشرف على خمس مجموعات من سباقات السيارات، وكانت تهتم بشكل اساسي واولي على مجموعة سباقات رولكس سبورتس كار.أعلنت مجموعة رولكس سبورتس كار عام 2012 انها ستندمج مع مجموعة سباقات لي-مانز الامريكية, في عام 2014 اندمجت المجموعتين بشكل كامل تحت مسمى بطولة تودور للسيارات الرياضية.

## نظرة عامة
تم تأسيس اتحاد سباق الطرقات جراند-ام عام 1999 في دايتونا بيتش، فلوريدا بالقرب من مقرالناسكار.بالرغم من انها نشأت على ايدي أعضاء من مجتمع الناسكار، ترتكز جراند-أم على اشكال متنوعة من السباقات التي تحدث على حلبات السباقات في امريكا الشمالية مثل سباق السيارات الرياضية وغيرها من سباقات السيارات ذو فئات أخرى.

في الرابع من سبتمبرعام 2008, اعلنت الناسكار استحواذها على اتحاد سباق الطرقات جراند-ام في هدف دمج الاتصالات، الابحاث ووسائل التسويق تحت كيان واحد، وفي نفس الوقت السماح لكل اتحاد بالتحكم وتنظيم سلسلة السباقات الخاصة به. في الخامس من سبتمبر عام 2012, اعلنت المجموعة اندماجها مع مجموعة لي-مانز الأمريكية. بقيت كلا المجموعتين تعمل بانفراد اثناء 2013 إلى ان اندمجتا عام 2014.

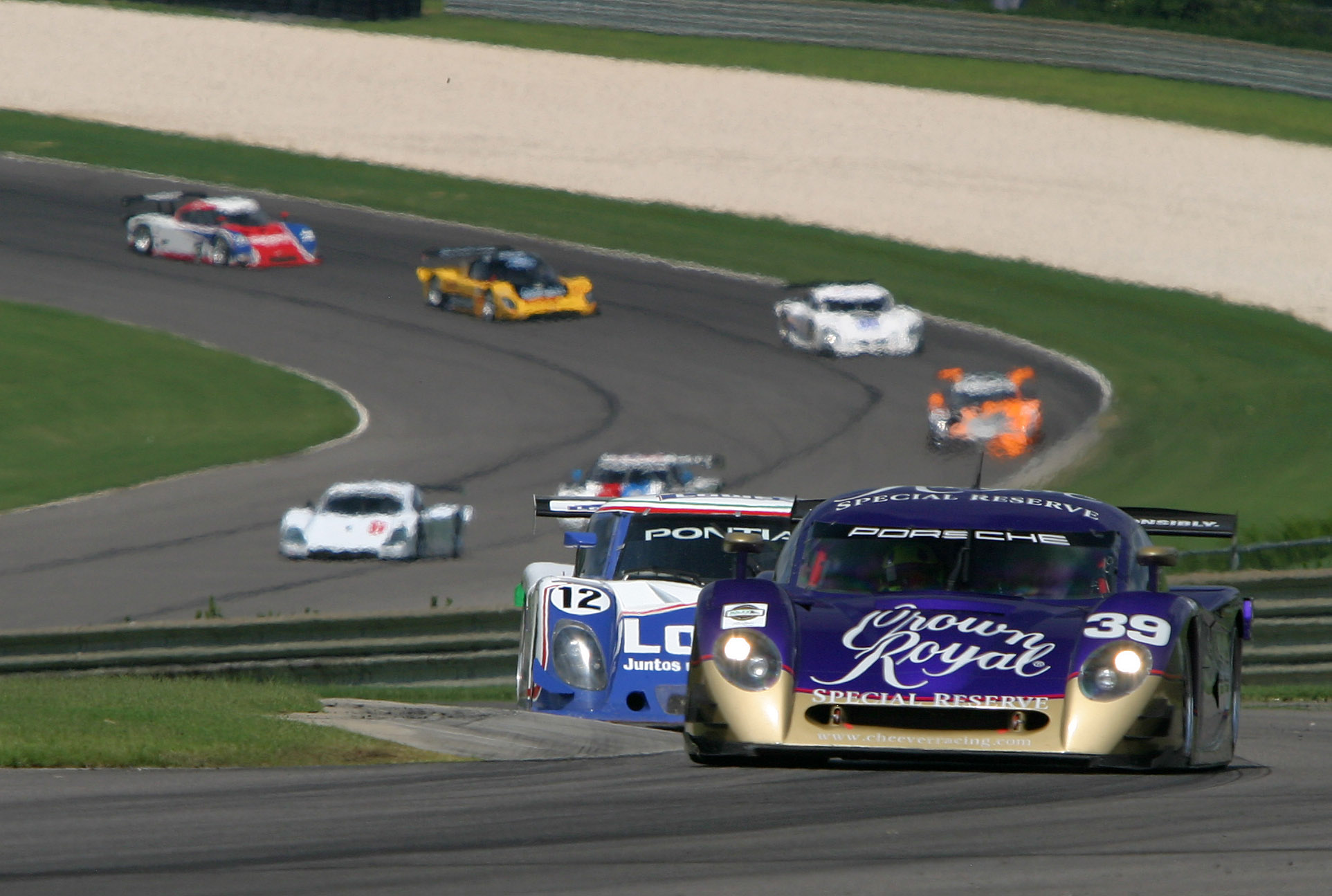
احدى سباقات رولكس سبورتس كار

## مجموعة رولكس سبورتس كار
السلسلة الأولى من مجموعات السباقات لجراند-أم كانت مجموعة سباقات رولكس سبورتس كار والتي اعتُبرت عام 2000 كنجاح باهر لبطولة سباقات الولايات المتحدة.تم جمع العديد من فئات السباقات المختلفة وضمت المجموعة تشكيلة متنوعة من حلبات السباقات الأمريكية والكندية والمكسيكية. اختلفت نماذج هياكل السيارات التي اعتمدتها السلسلة وفي عام 2003 استبدلتها بنموذج دايتونا وهو نموذج مبني خصيصا لسلسلة رولكس.

عام 2012 ادرجت السلسلة نماذج ذو هياكل ومحركات مختلفة، حيث تم تصميم هياكل هذه النماذج بحيث تكون ذات تكلفة قليلة وفي نفس الوقت ذات تصاميم ضمن مواصفات معينة.تم تصميم هياكل النماذج من قبل شركتي كورفيت وفورد.

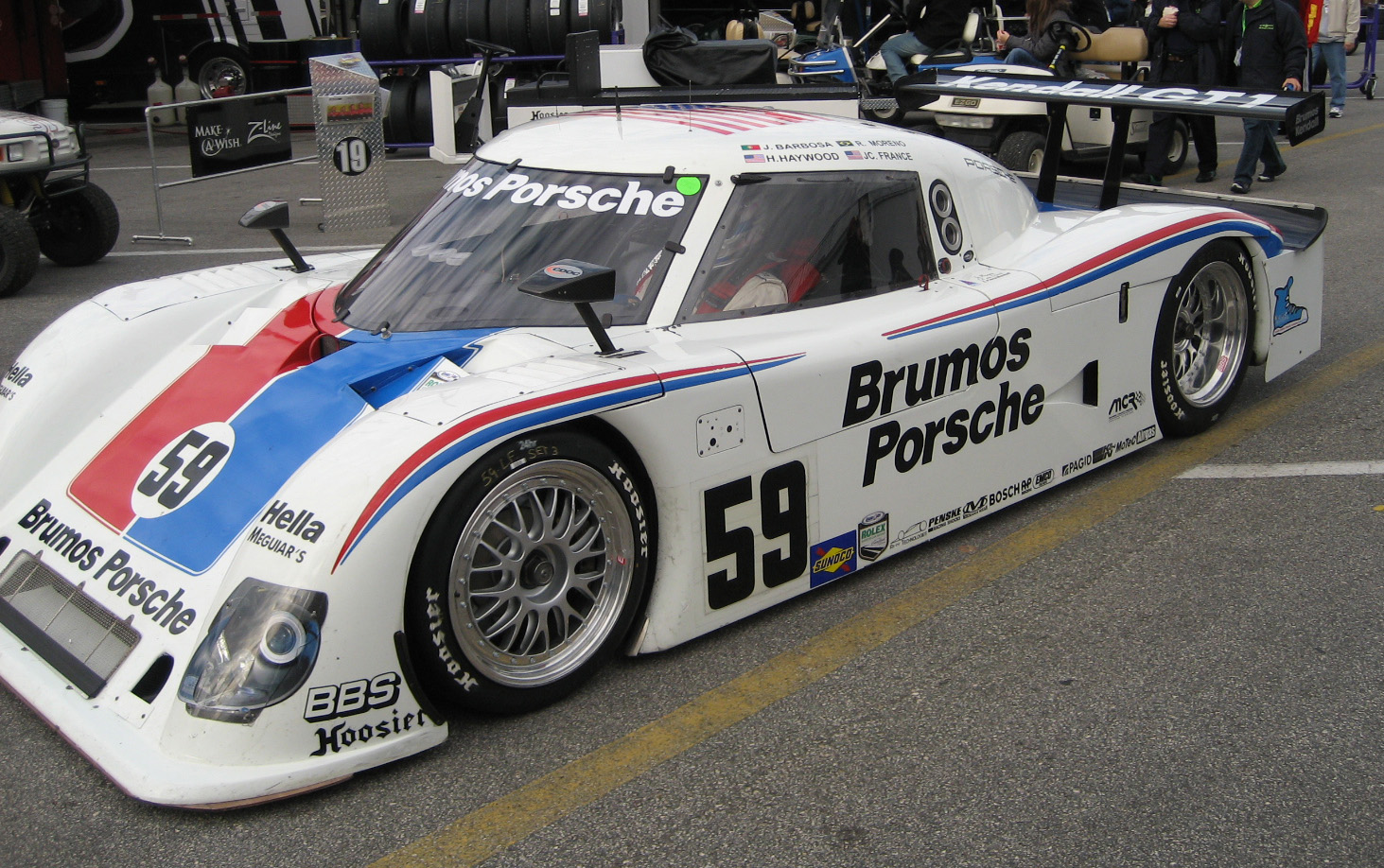
نموذج دايتونا

 دخل ستة متنافسين في تحدي موستانج حدثهم الأول كسيارات GTS في سباق منتصف أوهايو في 7 أغسطس و 8 أغسطس 2010.
تم السماح لمجموعة منوعة من المصنعين الامريكيين والاوروبيين واليابانيين مثل أودي، شيفروليه،فيراري، فورد ومازدا لبناء السيارات ضمن فئة جي-تي، في عام 2013 تم ابتكار فئة جي-اكس التي كانت تعتمد على انظمة وتكنولوجيا لم تكن تستخدم في فئة جي-تي والتي تم بناء السيارات المشاركة بها من قبل مازدا، بورش ولوتس.

### تحدي فيراري
جراند-أم هي الهيئة المنظمة لسباق تحدي فيراري الدولي. وهو سباق يستخدم فيه المتسابقين سيارات فيراري متماثلة.تم استخدام سيارة اف-355 ثم انتقلوا لسيارة اف-360 وفي 2006 انتقلوا لسيارة اف-430 ثم في 2010 لسيارة ايتاليا-458.

### تحدي شيل التاريخي
هو سباق مربوط بتحدي فيراري، يستخدم فيه المتسابقين سيارات قديمة من نوع فيراري، مازيراتي والفا-روميو.يعتبر السباق بشكل كبير معرض لعرض واظهار السيارات الكلاسيكية المستخدمة أكثر من كونه سباق حقيقي.

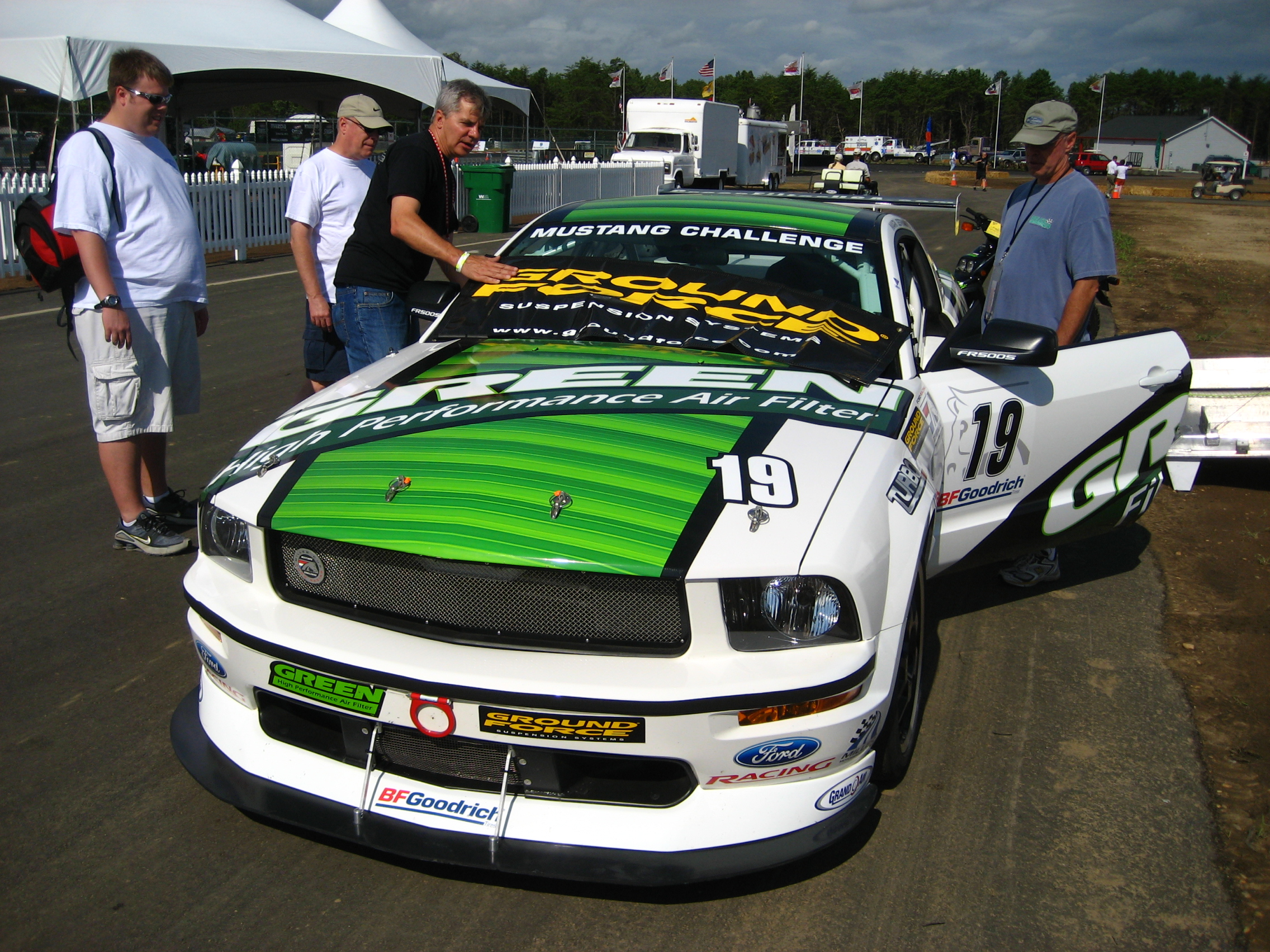
احدى السيارات التي تشارك في تحدي فورد موستانج

## سباقات أخرى نظمتها جراند-ام

### رينو فورمولا
نظمت جراند-أم مجموعة سباقات رينو فورمولا, بعد ذلك أصبحت مجموعة السباقات هذه عندما اُعيد تنظيمها تحت اشراف هيئة أخرى.

### تحدي فورد موستانج
هو سباق تأسس عام 2008, وهو نفس مبدأ تحدي فيراري المذكور سابقا، يستخدم فيه المتسابقين سيارات متماثلة من نوع فورد موستانج. يشارك فيه متسابقون هواة ويكون على شكل سباق سريع مدته 45 دقيقة. 12 سبتمبر عام 2010 تم تنفيذ اخر حدث يتعلق بهذا النوع من السباقات.

### سباق سن-تراست للدراجات

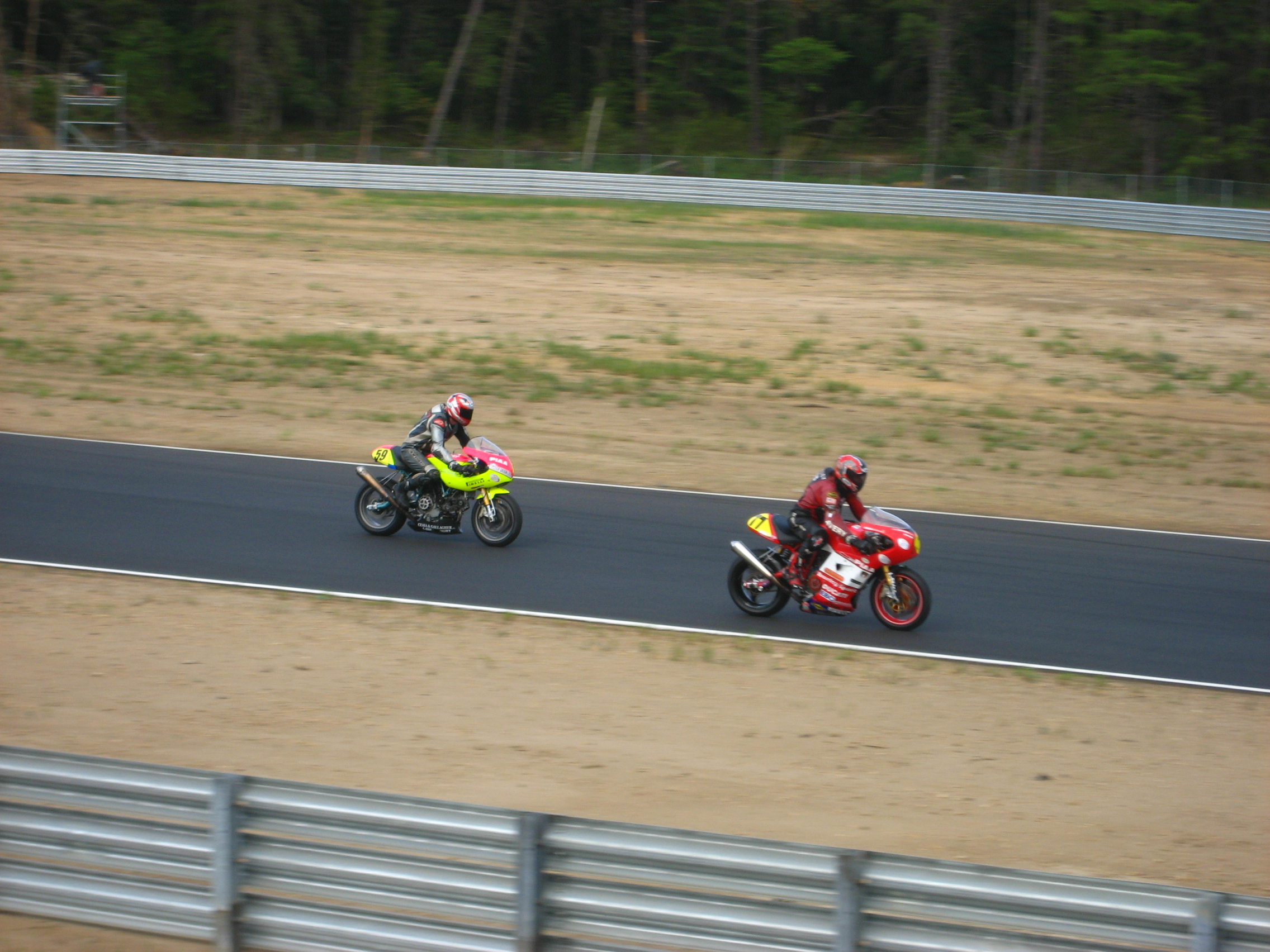
صورة لدراجات نارية اثناء سباق سن-تراست

السباق الوحيد الذي نظمته جراند-ام للدراجات النارية، تأسس عام 2007, وهو سباق تحمّل تمتد مدته من 3-8 ساعات، ويتم تقسيم الدراجات إلى فئات تبعا لقوة الدراجة ووزنها، يتناوب مجموعة من سائقين من نفس الفريق القيادة اثناء فترة السباق. عام 2009 أصبح هذا النوع من السباقات تحت اشراف هيئة أخرى.

## وصلات خارجية
- Grand-Am Official Website
- http://www.imsa.com/